# 봉미
봉미(封彌), 또는 호명법(糊名法)은 한국과 중국에서 과거 시험에서 부정행위를 방지하기 위하여 마련된 제도이다. 시험의 답안지 우측에 성명 및 본관, 4조(四祖)의 이름을 적은 뒤 이를 접어서 풀로 봉하고 다음 채점이 끝나면, 펴서 성적을 발표하게 했다.